# Benjamin Leopold Farjeon
Benjamin Leopold Farjeon även 
B.L. Farjeon, född 12 maj 1838 i London England död 23 juli 1903 i London, var en engelsk författare och dramatiker. Han var far till författarna Joseph Jefferson Farjeon, Eleanor Farjeon, Herbert Farjeon och kompositören Harry Farjeon.